# OTO/Ansaldo 152/55
Lo OTO/Ansaldo 152/55, realizzato dall'Ansaldo, è stato un cannone navale che ha costituito l'armamento principale degli incrociatori leggeri Luigi di Savoia Duca degli Abruzzi e Giuseppe Garibaldi, nonché l'armamento secondario della nave da battaglia Littorio. I due incrociatori classe Duca degli Abruzzi erano equipaggiati con quattro torri con pezzi da 152 mm Mod. 1934 (due binate e due trinate), la Littorio con quattro torri trinate Mod. 1934 disposte a quadrato a mezzanave (due per fiancata). Il Mod. 1936, realizzato dalla OTO, fu invece imbarcato sulle corazzate Vittorio Veneto e Roma.
Il cannone è rimasto in servizio fino al 1961, anno del disarmo del Duca degli Abruzzi.

## Caratteristiche
Gli impianti, sia binati, sia trinati, erano a culle indipendenti, con caricamento a braccio oscillante. Il cannone rappresenta un miglioramento del precedente OTO/Ansaldo 152/53 che era a culla unica. L'aumento della lunghezza della canna venne fatto allo scopo di conseguire un miglior rendimento termodinamico dell'arma, che, rispetto al 152/53, risultò meno imprecisa. Avendo poi ogni cannone una propria culla, i congegni erano più semplici, e vi era la possibilità di manovrare a mano ciascun cannone, garantendo una maggiore efficienza e sicurezza di funzionamento, caratteristiche che compensavano la celerità di tiro inferiore, con una cadenza di cinque colpi al minuto rispetto ai teorici sei colpi al minuto del precedente modello.

## Galleria d'immagini

Interno di una torre trinata da 152/55
I cannoni da 152/55 del Garibaldi
salva di artiglierie prodiere